# Naturdenkmal Schwagloch (2.2.2.5)
Das Naturdenkmal Schwagloch (2.2.2.5) mit einer Größe von 0,19 ha liegt ungefähr 500 m östlich von Thülen im Stadtgebiet von Brilon. Das Gebiet wurde 2001 mit dem Landschaftsplan Hoppecketal durch den Kreistag des Hochsauerlandkreises als Naturdenkmal (ND) ausgewiesen. Das Naturdenkmal ist umgeben vom Landschaftsschutzgebiet Freiflächen östlich Thülen. Nur ungefähr 500 m östlich befindet sich das Naturdenkmal Schwagloch (2.2.2.4).
Das ND Schwagloch (2.2.2.5) gehört zu den fünf Naturdenkmälern im Landschaftsplan Hoppecketal welche als Karsterscheinungen festgesetzt wurden. Dabei handelt es sich um drei Schwalglöcher und zwei Dolinen. In den im Landschaftsplan Hoppecketal als ND ausgewiesenen Karsterscheinungen ist es verboten Aufschüttungen, Verfüllungen, Abgrabungen, Ausschachtungen vorzunehmen oder die Bodengestalt in anderer Weise zu verändern.

## Beschreibung
Das Schwagloch (2.2.2.5) befindet sich mitten in landwirtschaftlichen Flächen. Die direkte Umgebung wird als Grünland genutzt. Die Böschungen des ND sind mit Gehölzen bestanden. Die Schwagloch wird durch einen etwa 10 m tiefen Kessel gebildet. Teile der ursprünglichen Zuläufe aus südsüdöstlicher Richtung sind in der Vergangenheit verschüttet worden.